# Catephia oligomelas
Catephia oligomelas là một loài bướm đêm trong họ Erebidae.